# Kary Fajer
Kary Fajer es una escritora mexicana. Ha realizado su carrera en la televisión mexicana para Televisa. Conocida por ser escritora de cabecera de las telenovelas del productor Nicandro Díaz González. 
Sus novelas más exitosas se encuentran: Carita de ángel, ¡Vivan los niños!, La indomable, Simplemente María, Gotita de amor, Contra viento y marea, Destilando amor, Mañana es para siempre, Soy tu dueña, Amores verdaderos y Hasta el fin del mundo.

## Trayectoria

### Adaptaciones
- Golpe de suerte (2023) Original de Rodrigo Cuevas Gallegos
- La mexicana y el güero (2020/2021) Original de Víctor Carrasco y Vicente Sabatini
- El bienamado (2017) con Ximena Suárez Original de Dias Gomes
- Planteamiento y sinopsis de Hasta el fin del mundo (2014/2015) con Gabriela Ortigoza y Gerardo Luna Original de Enrique Estevanez
- Amores verdaderos (2012/2013) con Ximena Suárez y Alberto Gómez Original de Marcela Citterio y Enrique Estevanez
- Soy tu dueña (2010) Original de Inés Rodena
- Mañana es para siempre (2008/2009) Original de Mauricio Navas y Guillermo Restrepo
- Destilando amor (2007) Original de Fernando Gaitán
- Primera parte de Contra viento y marea (2005) Original de Manuel Muñoz Rico
- ¡Vivan los niños! (2002/03) con Alberto Gómez Original de Abel Santa Cruz
- Carita de ángel (2000/01) con Alberto Gómez Original de Abel Santa Cruz
- Primera parte de Rosalinda (1999) con Carlos Romero Original de Delia Fiallo
- Gotita de amor (1998) Original de Raymundo López
- Los hijos de nadie (1997) Original de Miguel Sabido
- La última esperanza (1993) Original de Abel Santa Cruz
- Simplemente María (1989/90) con Carlos Romero y Gabriela Ortigoza Original de Celia Alcántara

### Co-adaptaciones
- Segunda parte de Prisionera de amor (1994) escrita por Carlos Romero y Dolores Ortega
- Media parte de Valentina (1993) escrita por Carlos Romero, Alfonso Cremata y Salvador Ugarte
- La indomable (1987) con Lei Quintana, escrita por Carlos Romero

### Remakes reescritos por otros
- Carinha de Anjo (2016/2018) adaptación de Carita de ángel por Leonor Corrêa e Iris Abravanel
- Simplemente María (2015/16) adaptación de Simplemente María por Gabriela Ortigoza

## Premios y nominaciones

### Premios TVyNovelas
| Año  | Categoría                   | Telenovela        | Resultado |
| ---- | --------------------------- | ----------------- | --------- |
| 2008 | Mejor historia o adaptación | Destilando amor   | Ganadora  |
| 2014 | Mejor historia o adaptación | Amores verdaderos | Ganadora  |

### TV Adicto Golden Awards
| Año  | Categoría                  | Telenovela      | Resultado |
| ---- | -------------------------- | --------------- | --------- |
| 2007 | Mejores libretos           | Destilando amor | Ganadora  |
| 2007 | Mejor diseño de personajes | Destilando amor | Ganadora  |

### Premios INTE
| Año  | Categoría                    | Telenovela        | Resultado |
| ---- | ---------------------------- | ----------------- | --------- |
| 2003 | Guionista/Libretista del año | "Vivan los niños" | Nominada  |